# Filosofia antică greco-romană
Filozofia antico-greaca europeană își are leagănul în Grecia antică, de unde derivă și numele: "iubire" (philia) de "înțelepciune" (sophia) = φιλοσοφια. Leagănul filosofiei antice se situează în regiunea ionică pe coasta orientală a mării Egee în Asia Mică și în teritoriile numite Grecia Mare din Sicilia și sudul peninsulei Italice. Aici își are originea, începând cu secolul al VII-lea î. Chr., filosofia ionică a naturii a gânditorilor presocratici. Ea are legături cu alte culturi ale antichității (egipteană, mesopotamică, persană și ebraică).

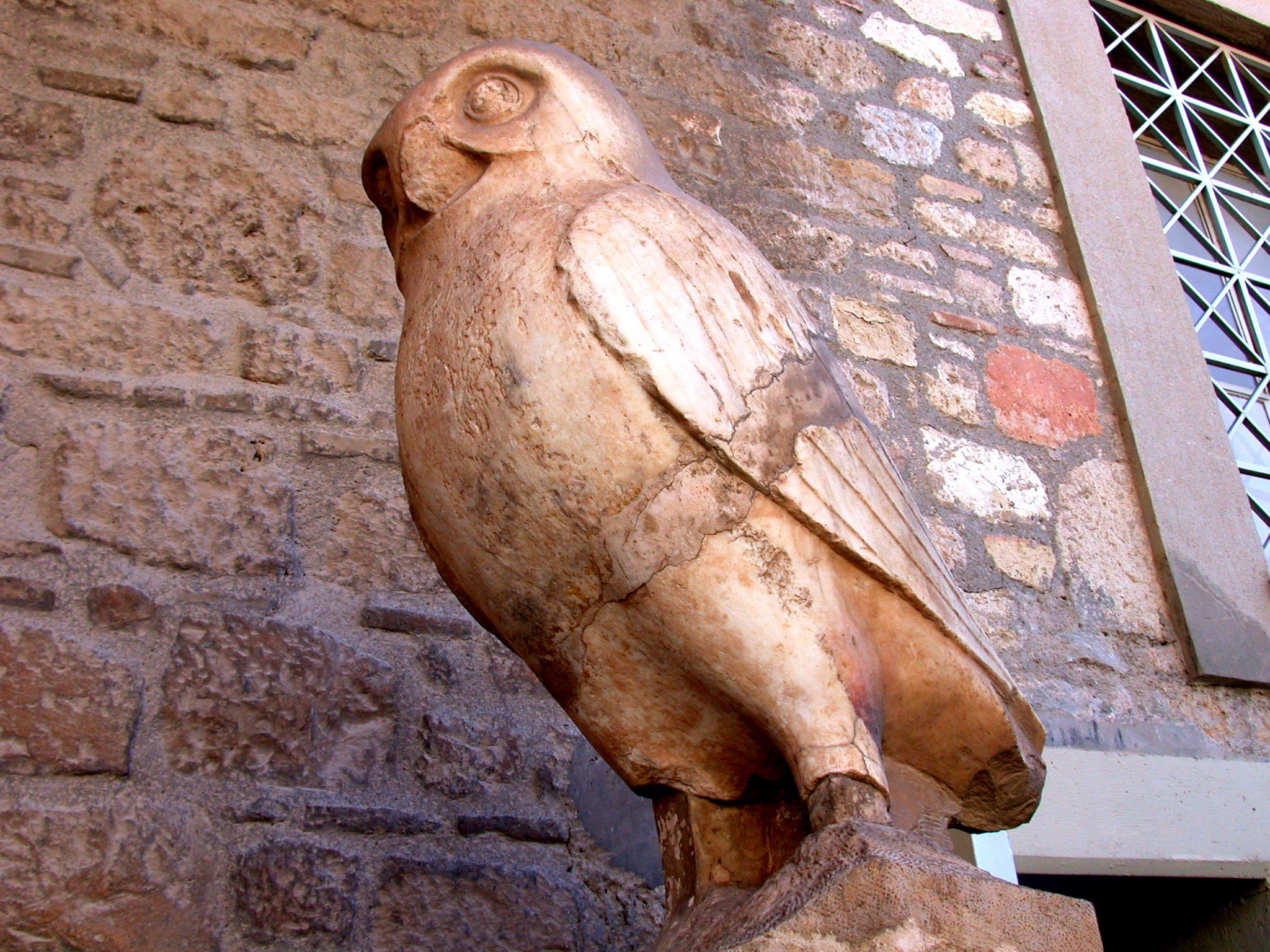
Bufniţă pe zidurile Acropolei, simbolul înțelepciunii la atenieni

Supremația politică a Atenei după războaiele victorioase împotriva perșilor prin crearea ligii delio-atică a dus în secolul al V-lea î.Chr. și la dezvoltarea culturală a Atenei, inclusiv a filosofiei, Atena devenind astfel centrul politic și cultural al Greciei. La atenieni, filosofia era simbolizată prin bufnița zeiței Pallas-Athena. În acest timp au început dezbateri cu privire la probleme esențiale ale existenței, asupra ordinii cosmice, naturii omului și asupra modului ideal de comportare în societate. Gânditorii au început să-și pună întrebări: De unde derivă totul? Când și cum a fost începutul (arché) omenirii? Care este cauza primară a existenței? Ce este adevărul (aletheia)? Ce este binele sau fericirea?
Atena a devenit centrul de întâlnire al sofiștilor și a fost orașul lui Socrate, a cărui filosofie a dăinuit, prin intermediul operelor lui Platon, dealungul istoriei până în zilele noastre. La rândul său, Platon a creat o școală filosofică în cadrul "Academiei", în timp ce Aristotel și-a dezvoltat sistemul său filosofic, politic și moral în cadrul peripateticilor. Scurt timp după aceea au apărut la Atena școala epicureică și cea stoică. La Roma, împăratul și filosoful Marc Aureliu precum și filosoful Seneca erau impregnați în special de stoicism. Propagarea creștinismului în lumea romană a marcat sfârșitul elenismului și a făcut trecerea către epoca medievală.

## Presocraticii
Presocraticii sunt filosofii care au trăit începând de la mijlocul secolului al VII-lea î. Chr. până în epoca lui Socrate, fiind considerați întemeietorii filosofiei europene. Prin descoperirea gândirii filosofice, gândirea ca raționament începe ea însăși să se autocunoască. Raționamentul este formulat în primă linie sub formă de dialog, care decurge după regulile logicei, enunțate pentru prima dată de filosofii greci. Cu ajutorul rațiunii - cuvântul grec corespunzător "logos" este greu de tradus - se dezvoltă geometria, teoria muzicei și astronomia. Filosofia presocratică s-a dezvoltat din filosofia naturii în regiunea ionică din Asia Mică în diferite școli:
- Școala ionică, având ca reprezentat principal pe Heraclit.
- Școala milesiană, reprezentată de Thales din Milet, Anaximandru și Anaximene.
- Școala pitagoreică, creată de Pitagora în secolul al VI-lea î. Chr.
- Școala eleată, apărută în secolul al V-lea î. Chr. prin Xenophan din Colofonia și Zenon din Elea. Parmenide se asociază și el acestei școli.
- Școala atomistă, având ca adepți pe Leucip și Democrit.

Filosofii naturii încercau să înțeleagă fenomenele naturale și modul lor de desfășurare. Primul filosof cu această tendință, în același timp și important matematician, Thales din Milet, considera că elementul primordial din natură ar fi apa, în timp ce Anaximene propune ca element princeps aerul. Anaximandru introduce aici noțiune abstractă denumită de el απειρоν (apeiron, cuvânt greu de tradus; filosoful german Friedrich Nietzsche îi dă sensul de Grenzlos-Unbestimmbar, în limba română nemărginit-indeterminabil). Empedocle din Acragas, colonie grecească din Sicilia, azi Agrigento, admite patru substanțe primordiale, focul, pământul, aerul și apa, care se pun în mișcare prin forța iubirii (atracției) sau urei (respingerii).
Pitagora pune la baza intregii realități monada (unitatea), generatoare de numere, importantă fiind determinarea armonică a numerelor. Pitagoreii Philolaos, Hippasos din Metapont și Archytas erau matematicieni renumiți și au influențat filosofia lui Platon, precum și "Cartea elementelor" a lui Euclid. Prin dovedirea imposibilității de a măsura raporturile de lungime ale laturilor unui poligon regulat, au demonstrat că numerele raționle sunt insuficiente pentru determinarea acestor lungimi. Geometria, teoria muzicii, teoriile calendarului și ale raporturilor astronomice, elaborate de școala pitagoreică au rămas valabile până după sfârșitul evului mediu.

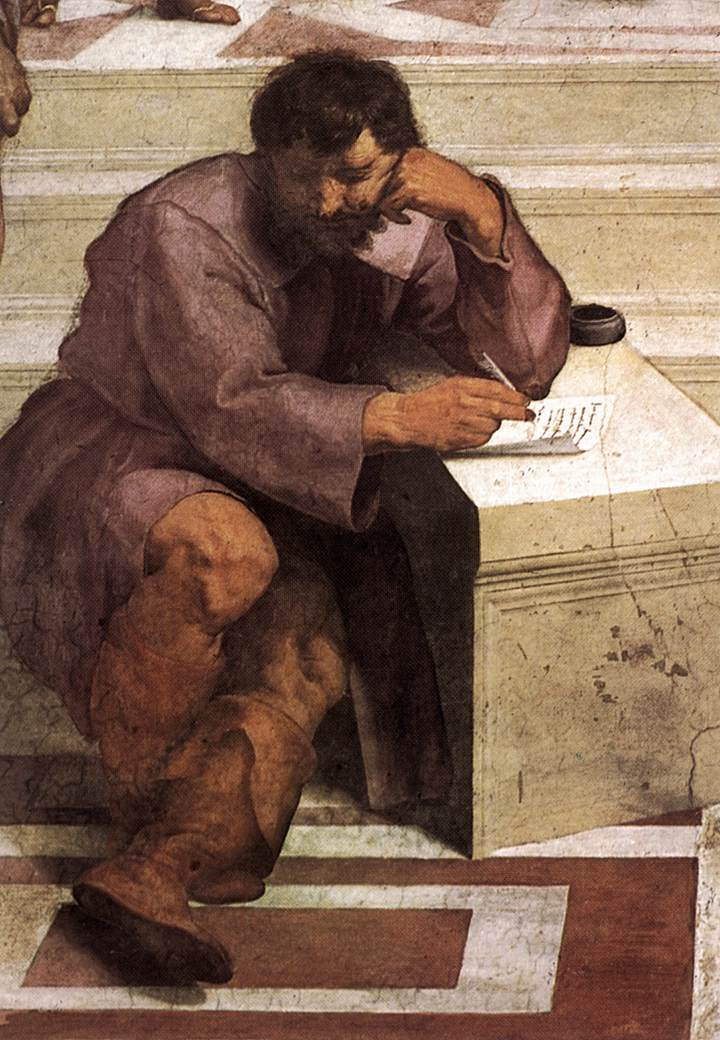
Heraclit, detaliu din fresca lui Rafael Sanzio Academia din Atena

Într-o formă elementară, Heraclit pune bazele dialecticii cu două milenii înaintea lui Hegel. Celebra maximă "Totul curge" (πανα ρει, panta rhei) aparține lui Heraclit, precum și aserțiunea "Nu poți intra de două ori în același râu". Noțiunea filosofică centrală la Heraclit este Logos-ul, un principiu unificator al contrariilor, care guvernează totul și stă la baza tuturor lucrurilor.
Xenophan critică viziunea homerică dominantă a vremii privind reprezentarea antropomorfică a zeilor și insistă asupra procesului de dezvoltare a omului în procesul cunoașterii și perfecționării sale continue. La rândul său, Parmenide, printr-o strânsă argumentație logică, consideră mișcarea drept rezultat eronat al observației de fiecare zi, în concordanță cu afirmația paradoxală a lui Zenon din Elea, conform căruia "săgeata pornită din arc stă pe loc".
Democrit a preluat teoria atomistă a dascălului său Leucip, dezvoltând-o într-un adevărat sistem filosofic, conform căruia la baza existenței se află atomii, particule solide, imperceptibile, necreate și eterne, în continuă mișcare, care exprimă lumea reală: "plinul" (to on) și "vidul" sau "neantul"" (to menon), din a căror combinare iau naștere toate lucrurile care alcătuiesc universul, atât corpurile materiale cât și sufletul omenesc.

## Filosofia greacă clasică - Secolele V și IV î. Chr.
Cele cinci decenii între războaiele cu Perșii și Războiul peloponesiac (cca. 478 - 431 î. Chr.) constituie perioada clasică înfloritoare a Atenei, în care s-a desăvârșit democrația atică, s-a realizat un program bogat de construcții pe Acropole, s-a dezvoltat arta și alte manifestări ale culturii, în special în perioada istorică cunoscută sub numele "Secolul lui Pericle". În acest timp s-a construit Parthenonul, templul dedicat zeiței Atena Parthenos, cu statuia zeiței realizată de sculptorul Phidias, cel care a executat și statuia lui Zeus din Olympia (una din cele șapte minuni ale lumii antice"). În teatru, Eschil, Sofocle și Euripide au creat tragedii nemuritoare. În această perioadă de mari transformări politice și sociale, apare necesitatea unei orientări spirituale, pentru care sofiștii caută să găsească soluții din cele mai diferite.

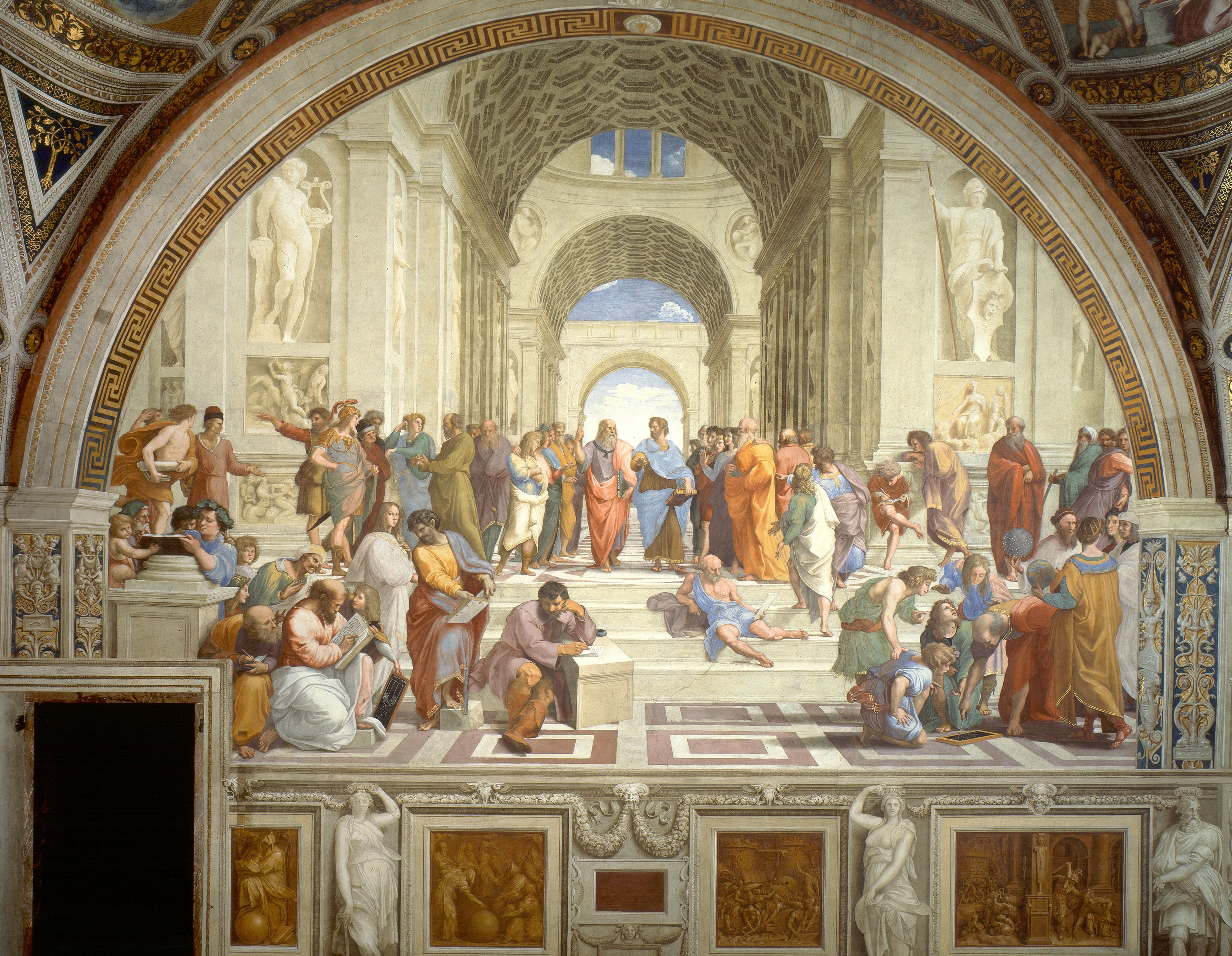
Şcoala ateniană, Frescă de Rafael în Stanza della Segnatura, Palazzo Vaticano

### Sofiștii
Apariția sofiștilor în secolul al V-lea î. Chr. a constituit o revoluție în gândirea elenică, ei introducând spiritul critic, ideea de eficiență a acțiunii, antidogmatismul. Expunându-și învățăturile în prelegeri publice, sofiștii puneau omul în centrul reflecției filosofice (Protagoras: "Omul este măsura tuturor lucrurilor"), în locul zeilor și al "principiilor primordiale". Sunt de menționat:
- Protagoras din Abdera (490-420 î. Chr.)
- Gorgias din Leontini (480-390 î. Chr.)
- Antiphonos (480-411 î. Chr.)
- Prodicos din Keos (465-399 î. Chr.)
- Hippias din Elis (465-390 î. Chr.)
- Thrasymachus (495-400 î. Chr.)

Filosofia devine astfel o preocupare publică, problemele fiind dezbătute în piața orașului (agora) sau în cercuri cu audiență largă. Aici gândirea filosoficâ se dezvoltă în libertate, temele - adesea contrarii - fiind discutate pașnic (agon) într-un schimb de opinii și argumente. O impresie deosebită cu rezonanță până în zilele noastre este exercitată de Socrate, datorită modalității lecțiilor ținute de el și a atitudinii sale în fața vieții.

### Socrate și discipolii lui
Socrate (Σωκρατης: Sokvátes) este considerat părintele filosofiei europene occidentale, pentru că a pus în centrul filosofiei sale ființa umană, detașându-se astfel de predecesorii săi cu preocupări asupra studiului și interpretării naturii. El a fost în același timp inițiatorul metodei căutării adevărului prin dialog, dezvoltând astfel investigația dialectică. 

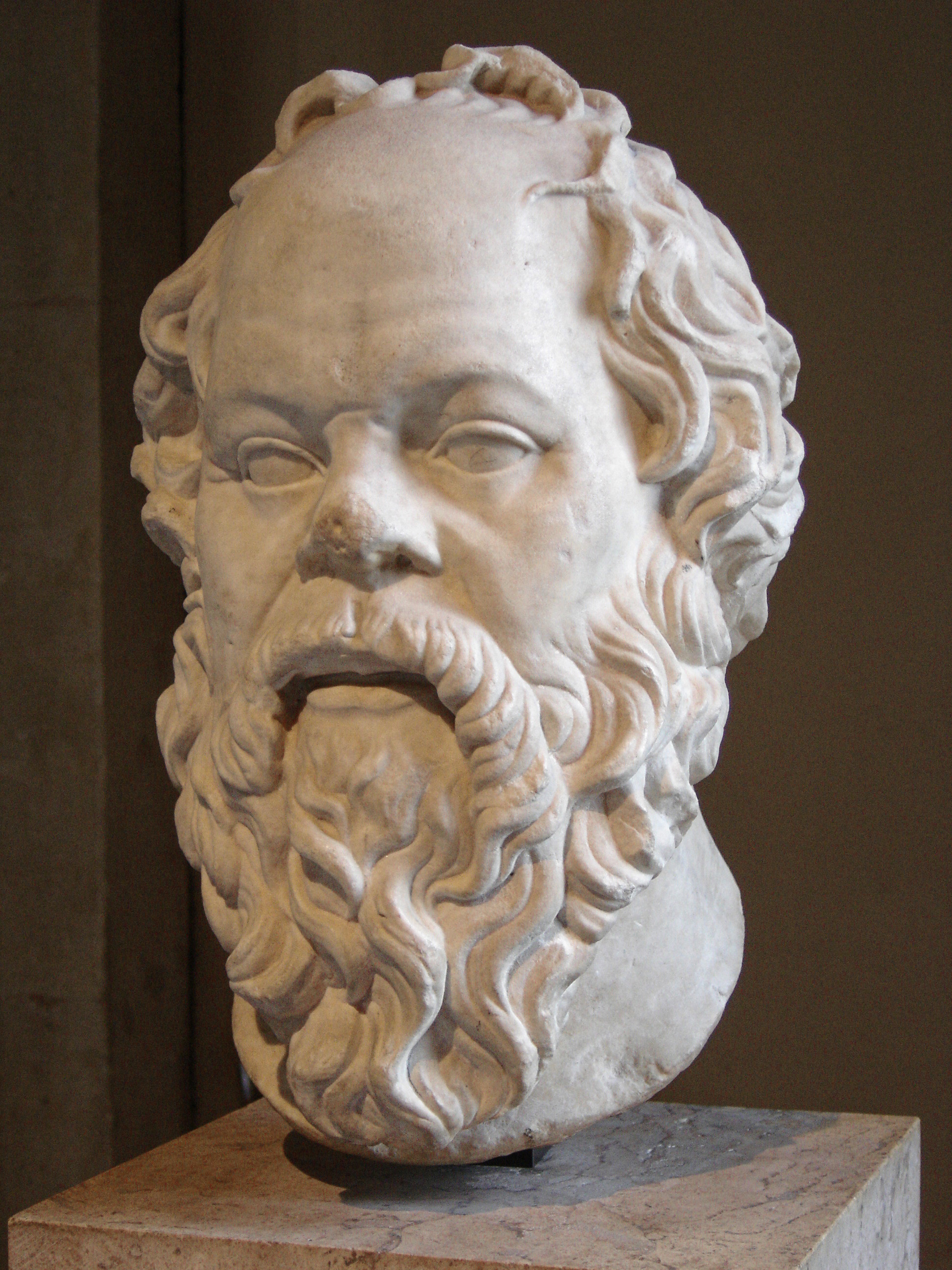
Socrate - Sculptură în marmoră, copie după Lysipp (?), Muzeul Louvre, Paris

În cursul dialogului, Socrate reușea prin întrebări țintite și repetate să descopere contradicții logice în argumentele interlocutorului și prin aceasta să-l conducă la formularea unor concluzii care îi demonstrau falsitatea punctelor de vedere inițiale, fără artificii retorice. El denumea această metodă "maieutică" (μαιευτικη: maieutikè), afirmând că era capabil, prin felul său de a formula întrebările, să "extragă" din spiritul interlocutorului cunoștințe existente în ei fără să o știe, asemenea unei moașe (meseria mamei sale) care ajută la nașterea copilului. Gândirea socratică gravitează în jurul cunoașterii de sine, care se realizează pe două căi: a) mediat, pe cale oracolară, prin metode mantice de prezicător; b) în mod direct, acțiune datorită unui "demon" (δαιμων: daimon), adică unei voci interioare (și nu demon în sensul malefic al cuvântului), o putere superioară, imagine a propriei conștiințe. Deviza sa era "Știu că nu știu nimic" ("Εν οιδα οτι ουδεν οιδα") și recomandă elevilor săi inscripția de pe frontispiciul templului lui Apollo din Delphi: "Cunoaște-te pe tine însuți" (Гνωθι σεαυτον: gnothi seautón), care nu trebuie interpretată în sensul introspecției moderne, ci al necesității omului de a-și cunoaște locul său în cetate și în natură, cu certitudinea faptului de a fi muritor.
Deoarece Socrate nu a lăsat nimic scris, învățătura lui este cunoscută în istoria filosofiei în cea mai mare parte datorită elevului său Platon, care - în dialogurile sale - a transmis posterității metoda și conținutul gândirii socratice.

#### Platon

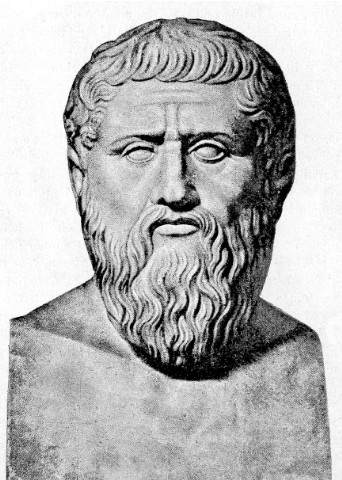
Platon

În opera sa, Platon dezvoltă și propriile sale învățături, astfel încât uneori este greu de deosebit între ceea ce îi datorează maestrului său și ceea ce îi aparține lui însuși. Teoria ideilor lui Platon, cu alegoria cavernei în care se găsesc oamenii, într-o umbră considerată viața reală, înainte de cunoașterea adevărului, este concepția sa filosofică cea mai cunoscută. Ideile sunt prezente de totdeauna în spatele aparenței, ele existență independente într-o sferă superioară, sunt eterne și singure reprezintă adevărul, în timp ce lucrurile nu sunt decât imaginea ideilor din care derivă. Filosoful, singur capabil să contemple ideile, este destinat să guverneze cetatea. Platon credea în metempsihoză (inspirat de concepțiile pitagoreice). Corpul omenesc nu ar fi decât un receptacol temporar al sufletului, care este nemuritor și - prin moartea trupului - devine liber în lumea Ideilor. El se poate reîncarna într-o lume sensibilă.

##### Academia
Platon a creat "Academia" (Ακαδημεια) în anul 387 î.Chr., numită așa după numele erolui legendar Akademos. Platon își va ține lecțiile sale la Academie timp de aproape douăzeci de ani, fiind apoi înlocuit de nepotul său, Speusipp. Tot aici au predat Xenocrate și Alkinoos, ultimul fiind autorul lucrării "Introducere în doctrina lui Platon".

#### Aristotel

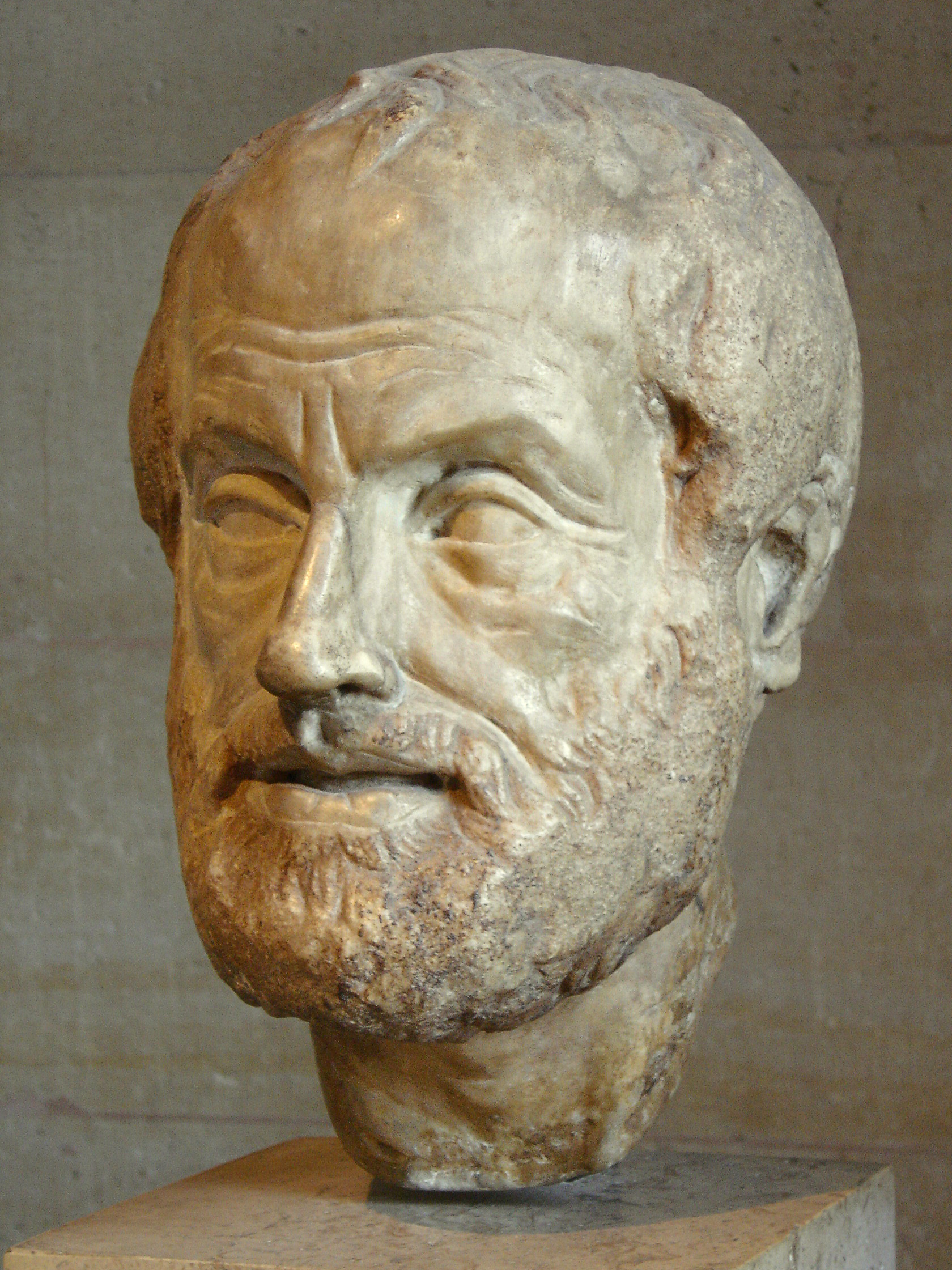
Aristotel

Aristotel frecventează Academia lui Platon, dar se distanțează curând de maestrul său și devine principalul lui critic. În timp ce în sistemul filosofic al lui Platon, "Ideile" erau o realitate absolută, transcendentă și imuabilă, inaccesibilă cunoașterii raționale, Aristotel își propune ca scop cercetarea realității în natură și în societatea umană, din care rezultă apoi sistematizrea cunoștințelor dobândite. Acumulând ca filosof cunoștințe enciclopedice, Aristotel abordează studiul unor domenii speciale, cum sunt dinamica, kinetica, forma și substanța. El pune și bazele logicei clasice, dezvoltând silogistica, teoria și sistematica științei.
Filosofia aristoteliană poate fi divizată în trei părți:
- Filosofia teoretică (care are ca obiect cercetarea în scopul cunoașterii adevărului): fizica, matematica și teologia.
- Filosofia practică: studiul economiei, etica, politica și retorica.
- Filosofia poetică: cuprinde toate activitățile umane care produc opere de artă.

##### Liceul și școala peripatetică
Lyceul (Λυκειον: Lukeion) era un gimnaziu în Atena, unde Aristotel își ținea lecțiile, aflat în apropierea templului dedicat lui Apollo Lyceano, de unde și numele. Unul din obiceiurule lui Aristotel era de a-și ține prelegerile în timp ce se plimba cu discipolii lui, de aceea numele de peripateticieni (περιπаτητικος: peripatetikos = cei care discută mergând) dat aristotelienilor.
Printre cei mai importanți discipoli ai lui Aristotel se numără:
- Teofrast (ca. 372 - 327 î.Chr), succesor al lui Aristotel la conducerea Lyceului. A scris un tratat asupra "Caracterelor" (Ηθικοι Χαρακτηρες), operă care l-a inspirat în timpurile moderne pe La Bruyère, și mai multe studii asupra plantelor.
- Straton (ca. 340 - 268 î.Chr.), preocupat de științele naturale.
- Alexandru din Afrodisia, a scris numeroase și importante comentarii asupra filosofiei lui Aristotel.

## Curente filosofice în perioada postsocratică ("Micii socratici")

### Școala cinică
Cinismul (Κυνικοι: Kynikoi, derivă din cuvântul grec vechi κυων, care înseamnă câine), școală filosofică fondată de Antisthene (444 - 365 î.Chr.), al cărei principal reprezentant a fost Diogene din Sinope (413 - 327 î.Chr.), a fost denumit astfel pentru că:
- caracterul câinelui ar fi sălbatic, rătăcitor
- filosofii "cinici" se adunau într-un gimnaziu denumit kynosargion ("câine sprinten")
- ei se mai întâlneau și într-un cimitir pentru câini la periferia Atenei.

Mișcarea cinică trebuie înțeleasă ca o reacție împotriva dominației exercitată în acel timp de filosofia platoniciană. Antisthene spunea, în bătaie de joc, că el vede un cal trecând pe stradă, dar nu poate vedea "noțiunea (ideea) de cal". Pe de altă parte, comportarea cinicilor provoca intenționat publicul, mâncau, urinau, se acuplau în plină piață, neținând seamă de convenții. Diogene locuia într-un butoi, îmbrăcat sărăcăcios, luptându-se cu câinii pentru o bucată de carne crudă. Filosofia sa poate fi dedusă din anecdotele care circulau pe seama lui. Într-una din zile, putea fi văzut umblând prin Atena cu un felinar aprins în mână, strigând: "Caut un Om". Omul, în sensul Ideilor platoniciene, nu poate fi găsit, există doar diverși oameni concreți.
Krates din Theba, discipol al lui Diogene, propaga arta virtuții și a ascetismului, a făcut trecerea de la cinism către stoicism, fiind învățătorul lui Zenon din Citium. Krates a fost căsătorit cu Hipparchia, una din puținele femei filosoafe din antichitate.
Cinismul s-a caracterizat printr-o sfidare a oricărei convenții sau norme sociale. Cinicul pledează pentru o viață naturală, apropiată de animalitate și acuză normele sociale, ca fiind împotriva firii. Scopul vieții este fericirea, iar ea nu poate fi atinsă decât prin virtute, realizată prin ascetism.

### Cirenaismul
Cirenaismul, școală filosofică fondată de Aristippe din Cirene (435 - 356 î.Chr.), are ca doctrină hedonismul, o morală a plăcerii (ηδονη / hēdonē = plăcere). Filosofia cirenaică este apropiată de epicureism, cu deosebirea că cirenaicii experimentau plăcerea în mișcare, având un caracter dinamic, ceea ce îi diferențiază de plăcerea resimțită în asceza epicuriană. Alți reprezentanți ai școlii cirenaice au fost Antipatros din Cirene și Hegesias.

### Școala din Eleia
A fost fondată de Phaidon, fidel învățăturilor lui Socrate, căruia i-a fost discipol. Platon dă numele său dialogului care evocă moartea lui Socrate. Se cunoaște foarte puțin despre doctrina acestei școli. Unul din reprezentații ei, Menedemos, a transferat sediul școlii la Eretria ("școala din Eretria").

### Școala megarică
Școala megarică a fost creată de Euclid din Megara (a nu se confunda cu matematicianul Euclid din Alexandria, creatorul geometriei clasice, zise "euclidiene"). Filosofii megarici au jucat un rol important în dezvoltarea logicii, dând preferință dialecticii, și a metafizicii. Reprezentanți ai școlii megarice:
- Euclid din Megara, elev al lui Socrate, a făcut parte din cercul restrîns de discipoli care au fost prezenți la moartea maestrului lor.
- Eubulide din Milet, dialectician redutabil, creator de silogisme.
- Stilpon din Megara, a popularizat disputele oratorice. A avut ca discipol pe Zenon din Citium, fondatorul stoicismului.
- Diodor Chronos, filosof excelând în arta dialecticii.

## Școli filosofice în epoca elenistică și în timpul Romanilor
Filosofia clasică greacă s-a dezvoltat mai departe și în epoca elenistică. Astfel la Alexandria a luat ființă "Școala din Alexandria", care a exercitat o puternică influență asupra gândirii filosofice în perioadele următoare, până în epoca expansiunii romane. În Atena, "școala peripateticiană" continuă activitatea inițiată de Aristotel, în timp ce Academia rămâne fidelă sistemului de gândire al lui Platon. În perioada de trecere de la secolul al IV-lea către secolul al III-lea î.Chr. au apărut două școli filosofice, Stoa și Epicureismul, care au marcat momente importante în filosofie și etică, depășind cu mult locul și timpul lor de apariție. Influența lor, departe de a se epuiza cu trecerea secolilor, se resimte până în timpurile moderne. În timp ce epicureismul recomandă aspirația spre fericire prin satisfacția rațională a plăcerilor și stăpânirea de sine în viața de fiecare zi, stoicismul combate dependența spiritului de satisfacția trebuințelor individuale, recomandă controlul comportamentului prin rațiune și vede individul ca parte a unei comunități, determinat de propriul destin în acord cu ordinea universală.
Propagate prin filosofii greci Panaitios din Rhodos și Poseidonios din Apameia, ideile de bază ale stoicismului au pătruns și în elita romană, atât în epoca republicană, cât și mai târziu în timpul imperiului. În perioada de declin al Republicei, prin Cicero, și în perioada imperială, prin Seneca și împăratul Marc Aureliu, romanii preiau principiile stoice, împreună cu elemente ale altor școli filosofice grecești, scrierile acestora caracterizându-se prin eclectism. Lucretius adoptă sistemul filosofic al lui Epicur, adaptându-l la concepția sa despre viață și la realitățile romane. Filosofia epicureică, concurând stoicismul și alte curente filosofice, a dobândit o largă circulație la romani, care, sătui de războaie și de frământările politice, își doreau o viață mai liniștită. Ca și Cicero, Lucretius are meritul de a fi contribuit la dezvoltarea și îmbogățirea vocabularului filosofic în limba latină, dând sensuri noi unor cuvinte mai vechi: ratio, corpora prima, prima elementa, principia, primordia rerum etc.

### Stoicismul

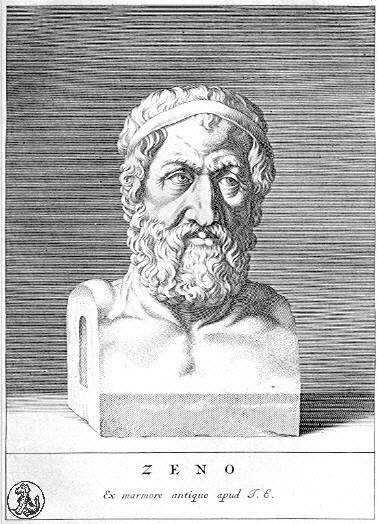
Zenon din Citium

Stoicismul, creat de Zenon din Citium în secolul al IV-lea î.Chr., este o fiolosofie raționalistă, recomandând o viață în conformitate cu legile naturii, pentru a atinge astfel înțelepciunea și fericirea. Filosofia stoică este un întreg coerent, o filosofie sistematică a totalității, care, pornind de la logică și trecând prin legile fizicei, are ca scop final - ca și alte doctrine filosofice elenistice - normativele morale, etica. În conformitate cu logica stoică, orice cunoaștere își are originea în impresiile reale ale lucrurilor date de simțuri, care sunt înregistrate de spirit sub forma percepțiilor. Aceste percepții, confirmate prin experiențe repetate, se dezvoltă silogistic și devin concepte logice. Demonstrarea adevărului derivă din forța persuasivă exercitată de impresiile percepute asupra spiritului. Orice adevăr are o corespondență corporală. Prin "corporal", stoicii recunosc două principii: materia și forța ("logos"), aspecte de fapt identice, depinzând de unghiul sub care sunt considerate. Nimic în lume nu are o existență independentă, totul este interconectat într-un lanț cauzal, în acord cu legile naturii]. Un comportament în conformitate cu principiile naturale rezultă în virtute, binele absolut și scopul ultim al vieții, singura rețetă pentru obținerea fericirii.
În "prima sa perioadă", în afară de Zenon, reprezentanți ai stoicismului au fost:
- Cleanthe din Assos (330 - 232 î.Chr.)
- Chrysipp din Soleis (280 - 208 î.Chr.)

Din "perioada de mijloc" este de menționat:
- Poseidonios din Apameia (135 - 51 î.Chr), autor al unor tratate asupra zeilor, asupra spiritului, precum și al unor lucrări de fizică și meteorologie. El a emis ipoteza după care mareele s-ar datora atracției lunare. A fost maestrul[ lui Cicero și al lui Pompeius
- Seneca (4 î.Chr. - 65 p. Chr.), reprezentantul cel mai complet al filosofiei stoice, fost perceptor al împăratului Nero, care îl silește să se sinucidă. Autor al unor culegeri de dialoguri, epistole (Epistulae morales ad Lucilium), meditații (Quaestiones naturales) și al unui număr de 10 tragedii.
- Marc Aureliu (121 - 180), împărat roman, discipol al lui Sextus din Cheroneia, care l-a inițiat în literatura și filosofia greacă clasică. Aportul său la filosofia stoică se găsește într-o culegere de meditații (Meditationes).

### Epicureismul

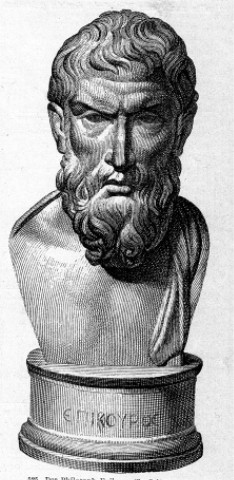
Epicur

Epicureismul, școală filosofică numită astfel după numele filosofului Epicur (Επικουρος, 341 - 270 î.Chr), fondată de acesta la Atena în jurul anului 306 î.Chr., este axat pe căutarea fericirii și a înțelepciunii, având ca ultim scop atingerea ataraxiei, o stare de liniște absolută a spiritului. Pentru a evita suferința, trebuie evitate sursele acelor plăceri, care nu sunt nici naturale, nici necesare. Epicureii nu preconizează căutarea cu orice preț a plăcerii, cum este de multe ori înțeles în mod eronat, ei văd în filosofie instrumentele esențiale pentru obținerea fericirii (Tetrapharmakos): 
- Liberarea oamenilor de teama de divinități, demonstrând că zeii, în splendoarea lor, nu se preocupă de ceea ce se întâmplă cu oamenii.
- Liberarea oamenilor de teama de moarte, demonstrând că aceasta nu reprezintă nimic pentru oameni, din moment ce "când noi existăm, nu există moarte, iar când e moarte, nu mai existăm noi".
- Demonstrarea posibilității de a obține plăcerea.
- Demonstratrea limitării răului, adică a caracterului de scurtă durată a durerii.

Epicur își bazează gândirea sa pe trei principii: logica sau canonica, fizica (atomismul) și etica (semi-ateismul).
- Principiu după care senzația este singurul criteriu al adevărului ("sensism") și al binelui (care se identifică cu plăcerea).
- Atomismul, principiu preluat de la Democrit, prin care se explică formarea și transformarea lucrurilor prin unirea și separarea atomilor. Nașterea senzațiilor derivă din acțiunea atomilor proveniți de la lucruri asupra atomilor spiritului.
- Principiu conform căruia zeii există într-un spațiu între universuri (intermundia), dar nu se preocupă de mersul lucrurilor terestre, de lumea materială, cu atât mai puțin de viața oamenilor. În consecință, singura fericire este plăcerea, corespunzătoare nevoilor naturale necesare, care rezultă din absența durerii (aponia) și neliniștii (ataraxia). Limitarea calitativă și cantitativă a plăcerilor este instrumentul virtuților morale, caracteristică condiției umane.

Școala lui Epicur ("Grădina lui Epicur"):
- Ermarchos (325 - 250 î.Chr.)
- Idomeneos din Lampsakenos (325 - 270 î.Chr.)
- Kolotes (320 - 268 î.Chr.)
- Polyenos (340 - 283 î.Chr.)
- Metrodoros (331 - 278 î.Chr.)

Adepți ai Epicureismului la romani:
- Gaius Amafinius
- Horațiu (65 - 27 î.Chr.)
- Lucrețiu (94 - 55 î.Chr.)

### Scepticismul
Termenul scepticism își are originea în limba greacă: Σκεψις (sképsis), însemnând cercetare, îndoială, dubiu. Sceptic este cel care neagă posibilitatea cunoașterii adevărului sau, mai precis, admite ideea unui lucru gândit, însă - întrucât noțiunea obiectului real se bazează pe datele furnizate de simțuri, care dau percepții înșelătoare și variabile în timp - se îndoiește că reprezentării unui lucru în gândire îi corespunde realitatea fizică a lucrului gândit.
Scepticismul s-a dezvoltat în Grecia antică în epoca cuprinsă între secolele al IV-lea și al II-lea î.Chr. și este în mod tradițional divizat în trei perioade, corespunzătoare diverselor orientări:
- Pirronismul, după numele filosofului Pyrron din Ilia (360 - 275 î.Chr. Reprezentanții acestui curent afirmă imposibilitatea cunoașterii unei realități în continuă schimbare, în așa fel încât înțeleptului nu îi rămâne decât "aphasia", "pierzându-și glasul" și renunțând la orice afirmație definitivă (Timon din Phleios, 320 - 230 î.Chr.). Recunoscând falsitatea tuturor doctrinelor și inutilitatea efortului de cunoaștere absolută a adevărului, se obține pacea interioară (quiete). Scepticii care aparțin acestei școli se dedică astfel unei gnoseologii cu caracter autolimitativ și pragmatic, contemplă realitatea din care extrag puține elemente certe și utile, pentru a-și construi un orizont propriu în afara oricărui sistem.
- Scepticismul "Noii Academii", reprezentat prin Arkesilaos din Pitane (315 - 240 î.Chr.), Karneades din Kyrene (214 - 128 î.Chr) și Philon din Larisa (158 - 84 î.Chr.). Înăuntrul Academiei platonice s-a dezvoltat s-a dezvoltat un curent critic în problema cunoașterii, reprezentat prin Arkesilaos, care revine la agnosticismul socratic. Acest punct de vedere a fost atenuat în forma unei teorii persuasive a probilității de către Karneades, întemeietorul "Noii Academii", care prin intermediul urmașului său, Philon din Larisa, a exercitat o influență deosebită asupra modului de gândire al lui Cicero. Astfel, nu ceea ce este adevărat guvernează acțiunile noastre, ci, pur și simplu, ceea ce este probabil.
- Neopirronismul. În fine, Enesidemos din Knossos (ca. 80 - 10 î.Chr.) și Agrippa zis "Scepticul" (către sfârșitul ultimului secol î.Chr) revin la principiile vechiului pirronism. Ideile lor sunt cunoscute mai ales din scrierile lui Sextus Empiricus (160 - 210 d.Chr.). Cei doi filosofi greci au întocmit o serie de "tropi" (τροποι), argumente fundamentale pentru a demonstra dogmaticilor necesitatea suprimării oricărei judecăți definitive asupra oricărei probleme. Negarea radicală a adevărului trebuie înțeleasă, nu ca o afirmație indiscutabil adevărată, ceea ce ar contrazice îsuși principiul de bază al scepticismului, ci ca o negație care neagă propriului său conținut, dar și pe ea însăși.

## Filosofia antică târzie și începutul filosofiei apologetice creștine
Caracteristic pentru filosofia antică târzie a fost Neoplatonismul, care - într-o oarecare măsură - a influențat și gândirea primilor părinți ai bisericii creștine. Revenirea la ideile filosofiei platoniciene se datorește în primul rând lui Ammonios Saccas (secolul al III-lea d.Chr.) și discipolului lui, Plotin din Lycopolis (204 - 270 d.Chr.). Urmaș al lui Plotin a fost elevul său Porphir, care prin scrierile sale a popularizat doctrina maestrului său.
Filosofia neoplatoniciană avea ca scop rezolvarea uneia din problemele centrale ale gândirii filosofilor greci clasici, și anume relația dintre "Unic" și "Multiplu". Multiplul este prezent în natură, în timp ce Unicul stă la baza inteligibilității. Această filosofie își are rădăcinile în platonism prin dorința de a rezolva "aporiile" (aporie = dificultate în rezolvarea unei probleme) gândirii lui Platon, în special dintr-unul din cele mai dificile dialoguri ale sale, Parmenide. Neoplatonicienii identifică zeii cu "Ideile" platoniciene. Plotin și Porphir consideră însă că practica religioasă nu este demnă de un înțelept, pentru că acesta este capabil să se apropie de divinitate în mod direct prin elevația spirituală a gândirii sale.
Ultimul leagăn al filosofiei grecești a fost în Imperiul Roman de Răsărit, unde, la Atena, Proclus (411 - 485) încearcă să reducă la un sistem unic întreaga masă a tradiției filosofice, până când, în anul 529, împăratul Justinian interzice predarea filosofiei "păgâne" și decretează închiderea Academiei.
Primii reprezentanți ai Apologeticii creștine antice au fost Iustin Martirul în al II-lea secol d.Chr., Clemens din Alexandria și Origen în al III-lea secol și în special Sfântul Augustin din Hippona (354 - 430). Gândirea lui Augustin reflectată în operele sale (Confessiones, Sermones, De civitate Dei etc.), precum și operele lui Boethius (ca. 475 - 525), De Consolatione Philosophiae, De Trinitate, De Fide Catholica, marchează trecerea către filosofia scolastică a evului mediu.

## Transmiterea filosofiei antice greco-romane posterității
Datorită istoricului grec Diogene Laertios, care a trăit în secolul al III-lea d.Chr., operele mulor filosofi ai antichității grecești traduse în limba latină au putut să fie transmise posterității, în ciuda distrugerii bibliotecii din Alexandria, și astfel au ajuns cunoscute oamenilor de cultură din evul mediu. Pentru occidentul european de limbă latină un rol important l-a jucat transmiterea regulilor logicei aristoteliene prin intermediul scrierilor lui Boethius, care și-a pus amprenta pe modul de gândire al al învățaților europeni până în timpurile moderne.
Cu toate acestea, după secolul al VI-lea, o mare parte a filosofiei antice a fost dată uitării. Mai târziu, filosofia greco-romană se face cunoscută mai ales prin intermediul învățaților arabi ca Avicenna (980-1037) și Averroes (1126-1198), precum și prin lucrările medicului și filosofului evreu Maimonide (1135-1204). Pe această cale ocolită, filosofia antică, în special operele lui Aristotel, își recapătă importanța în filosofia medievală, fiind răspândită prin scrierile scolasticilor ca Albertus Magnus (1195-1280) sau Toma de Aquino (1225-1274). După căderea Constantinopolului în stăpânirea imperiului Otoman (1453), mulți învățați bizantini se refugiază în vestul Europei, aducând cu ei elementele culturii antice grecești.